# Alfred Gomis
Pour les articles homonymes, voir Gomis.
Alfred Gomis, né le 5 septembre 1993 à Ziguinchor au Sénégal, est un footballeur international sénégalais qui évolue au poste de gardien de but au Palerme FC. Il possède également la nationalité italienne.

## Biographie

### Carrière en club

#### Dijon FCO
Le 19 août 2019, le Dijon Football Côte-d'Or annonce avoir trouvé un accord avec la SPAL pour le transfert de l'international sénégalais où il paraphe un contrat de 4 ans. Il arrive comme doublure Rúnar Alex Rúnarsson mais à la suite d'une série de quatre matches sans victoire, il est titularisé face à Nîmes pour le compte de la 5e journée de championnat (0-0). Il se distingue face à l'Olympique lyonnais le 19 octobre, auteur de neuf arrêts qui permettent à son club de ramener un point du Parc OL (10e journée, 0-0). Le 8 février, il est victime d'une rupture du ligament postérieur du genou droit face au FC Nantes (24e journée, 3-3). Au terme de la saison, il est élu meilleur joueur de la saison 2019-2020 par les supporters dijonnais.
S'imposant comme un élément incontournable de l'effectif, son contrat est prolongé d'un an le 1er septembre 2020, le liant au club jusqu'en juin 2024.

#### Stade rennais FC
Le 29 septembre 2020, Alfred Gomis s'engage pour cinq ans avec le Stade rennais FC pour 10 M€. Il y pallie le départ d’Édouard Mendy vers Chelsea. Ses débuts avec Rennes sont compliqués, le club ne connaissant pas la victoire lors des cinq premières journées de championnat et encaissant 10 buts. Il dispute son premier match de Ligue des Champions le 20 octobre 2020 face au FK Krasnodar (1-1). Il se blesse à la hanche lors du dernier entraînement avant le match retour face au club russe. Libéré de ses ennuis physiques et Romain Salin étant auteur de prestations en demi-teinte, il récupère sa place dans les buts bretons à l'occasion de la réception du FC Lorient (23e journée, 1-1). Il conclut sa première saison en Bretagne avec 27 rencontres disputées, dont 4 en Ligue des Champions, 22 en Ligue 1 et une seule en Coupe de France, le parcours des rennais s'arrêtant dès leur entrée en lice.
Toujours gardien numéro un lors de la saison 2021-2022, il découvre cette fois la Ligue Europa Conférence dont c'est la première édition. Il est victime d'une fracture du doigt face à l'Olympique lyonnais (28e journée, victoire 2-4) et manque plus d'un mois de compétition. Il retrouve les terrains pour les trois dernières journées de Ligue 1, où le stade rennais se classe 4e.
Ayant réalisé une saison moyenne selon Florian Maurice, le directeur sportif rennais, le club breton se met en quête, lors du mercato estival 2022, d'un gardien expérimenté capable d'accompagner le jeune Dogan Alemdar et pousse Gomis vers la sortie. Steve Mandanda débarque alors en Bretagne. Le gardien sénégalais ne rentre plus dans les plans de Bruno Génésio et est relégué à un quatrième voir cinquième rôle dans la hiérarchie des gardiens, devancé par Mandanda, Alemdar, Salin ou même Elias Damergy.

##### Prêt à Côme
N'ayant disputé aucune minute de jeu avec l’équipe professionnelle lors de la saison 2022-2023, ni même été convoqué pour un seul match par Bruno Génésio, il est officiellement prêté jusqu'au terme de la saison et sans option d'achat au Côme 1907, seizième de Série B, le 27 janvier 2023.

##### Nouveau prêt à Lorient
Le 1er septembre 2023, Alfred Gomis signe un prêt d'un an sans option d'achat au FC Lorient. Il y arrive en tant que gardien numéro 2 dans la hiérarchie, pour être la doublure d'Yvon Mvogo à la suite du départ de Vito Mannone vers Lille. Il ne dispute qu'une seule rencontre lors de cette parenthèse morbihannaise, en Coupe de France. Le FC Lorient s'y fait éliminer dès son entrée en lice, face au FC Sochaux-Montbéliard (32es de finale, défaite 2-1).

##### Retour en Italie à Palerme
Le 6 juillet 2024, Gomis quitte le Stade rennais FC et s'engage pour 2 ans avec une année en options avec Palerme FC,.

### Carrière en sélection
Le 14 novembre 2017, il joue son premier match en équipe du Sénégal, contre l'Afrique du Sud. Ce match gagné 2-1 rentre dans le cadre des éliminatoires du mondial 2018. Il est également sélectionné par l'entraîneur sénégalais Aliou Cissé pour participer à la Coupe du monde 2018 en Russie, mais il ne dispute aucun match lors du tournoi.
Lors de la CAN 2019, le Sénégal arrive en finale pour la deuxième fois de leur histoire et perd une nouvelle fois, mais face à l'Algérie.
Le 11 novembre 2022, il est sélectionné par Aliou Cissé pour participer à la Coupe du monde 2022.
Initialement absent de la liste des vingt-sept joueurs sénégalais sélectionnés par Aliou Cissé pour disputer la Coupe d'Afrique des nations 2023, Alfred Gomis est rappelé pour remplacer Seny Dieng, blessé.

## Vie privée
Alfred Gomis est le frère de Lys Gomis, également gardien international.

## Statistiques

### Statistiques détaillées
| Saison                | Club                  | Championnat           | Championnat | Championnat | Championnat | Coupe(s) nationale(s) | Coupe(s) nationale(s) | Coupe(s) nationale(s) | Compétition(s) continentale(s) | Compétition(s) continentale(s) | Compétition(s) continentale(s) | Compétition(s) continentale(s) | Autres compétitions | Autres compétitions | Autres compétitions | Autres compétitions | Total | Total | Total |
| Saison                | Club                  | Division              | M.          | B.          | P.d.        | M.                    | B.                    | P.d.                  | Comp.                          | M.                             | B.                             | P.d.                           | Comp.               | M.                  | B.                  | P.d.                | M.    | B.    | P.d.  |
| 2012-2013             | Torino FC             | Serie A               | -           | -           | -           | -                     | -                     | -                     | -                              | -                              | -                              | -                              | -                   | -                   | -                   | -                   | 0     | 0     | 0     |
| 2013-2014             | FC Crotone (prêt)     | Serie B               | 39          | 0           | 1           | 1                     | 0                     | 0                     | -                              | -                              | -                              | -                              | BR                  | 1                   | 0                   | 0                   | 41    | 0     | 1     |
| 2014-2015             | US Avellino (prêt)    | Serie B               | 31          | 0           | 0           | 2                     | 0                     | 0                     | -                              | -                              | -                              | -                              | -                   | -                   | -                   | -                   | 33    | 0     | 0     |
| 2015-2016             | AC Cesena (prêt)      | Serie B               | 38          | 0           | 0           | -                     | -                     | -                     | -                              | -                              | -                              | -                              | BR                  | 1                   | 0                   | 0                   | 39    | 0     | 0     |
| 2016-2017             | Bologne FC (prêt)     | Serie A               | -           | -           | -           | 1                     | 0                     | 0                     | -                              | -                              | -                              | -                              | -                   | -                   | -                   | -                   | 1     | 0     | 0     |
| 2016-2017             | US Salernitana (prêt) | Serie B               | 21          | 0           | 0           | -                     | -                     | -                     | -                              | -                              | -                              | -                              | -                   | -                   | -                   | -                   | 21    | 0     | 0     |
| 2017-2018             | SPAL (prêt)           | Serie A               | 26          | 0           | 0           | 2                     | 0                     | 0                     | -                              | -                              | -                              | -                              | -                   | -                   | -                   | -                   | 28    | 0     | 0     |
| 2018-2019             | SPAL                  | Serie A               | 20          | 0           | 0           | 1                     | 0                     | 0                     | -                              | -                              | -                              | -                              | -                   | -                   | -                   | -                   | 21    | 0     | 0     |
| Sous-total            | Sous-total            | Sous-total            | 46          | 0           | 0           | 3                     | 0                     | 0                     | -                              | 0                              | 0                              | 0                              | -                   | 0                   | 0                   | 0                   | 49    | 0     | 0     |
| 2019-2020             | Dijon FCO             | Ligue 1               | 19          | 0           | 0           | 2                     | 0                     | 0                     | -                              | -                              | -                              | -                              | -                   | -                   | -                   | -                   | 21    | 0     | 0     |
| 2020-2021             | Dijon FCO             | Ligue 1               | 5           | 0           | 0           | -                     | -                     | -                     | -                              | -                              | -                              | -                              | -                   | -                   | -                   | -                   | 5     | 0     | 0     |
| Sous-total            | Sous-total            | Sous-total            | 24          | 0           | 0           | 2                     | 0                     | 0                     | -                              | 0                              | 0                              | 0                              | -                   | 0                   | 0                   | 0                   | 26    | 0     | 0     |
| 2020-2021             | Stade rennais FC      | Ligue 1               | 22          | 0           | 0           | 1                     | 0                     | 0                     | C1                             | 4                              | 0                              | 0                              | -                   | -                   | -                   | -                   | 27    | 0     | 0     |
| 2021-2022             | Stade rennais FC      | Ligue 1               | 25          | 0           | 0           | 1                     | 0                     | 0                     | C4                             | 6                              | 0                              | 0                              | -                   | -                   | -                   | -                   | 32    | 0     | 0     |
| Sous-total            | Sous-total            | Sous-total            | 47          | 0           | 0           | 2                     | 0                     | 0                     | -                              | 10                             | 0                              | 0                              | -                   | 0                   | 0                   | 0                   | 59    | 0     | 0     |
| 2022-2023             | Côme 1907 (prêt)      | Serie B               | 17          | 0           | 0           | -                     | -                     | -                     | -                              | -                              | -                              | -                              | -                   | -                   | -                   | -                   | 17    | 0     | 0     |
| 2023-2024             | FC Lorient (prêt)     | Ligue 1               | -           | -           | -           | 1                     | 0                     | 0                     | -                              | -                              | -                              | -                              | -                   | -                   | -                   | -                   | 1     | 0     | 0     |
| 2024-2025             | Palerme FC            | Serie B               | 1           | 0           | 0           | 1                     | 0                     | 0                     | -                              | -                              | -                              | -                              | -                   | -                   | -                   | -                   | 2     | 0     | 0     |
| Total sur la carrière | Total sur la carrière | Total sur la carrière | 264         | 0           | 1           | 13                    | 0                     | 0                     | -                              | 10                             | 0                              | 0                              | -                   | 2                   | 0                   | 0                   | 289   | 0     | 1     |

### En sélection nationale
| Saison                | Sélection             | Phases finales        | Phases finales | Phases finales | Phases finales | Éliminatoires | Éliminatoires | Éliminatoires | Matchs amicaux | Matchs amicaux | Matchs amicaux | Total | Total | Total |
| Saison                | Sélection             | Compétition           | M              | B              | Pd             | M             | B             | Pd            | M              | B              | Pd             | M     | B     | Pd    |
| --------------------- | --------------------- | --------------------- | -------------- | -------------- | -------------- | ------------- | ------------- | ------------- | -------------- | -------------- | -------------- | ----- | ----- | ----- |
| 2017-2018             | Sénégal               | -                     | -              | -              | -              | 1             | 0             | 0             | -              | -              | -              | 1     | 0     | 0     |
| 2018-2019             | Sénégal               | -                     | -              | -              | -              | 3             | 0             | 0             | 1              | 0              | 0              | 4     | 0     | 0     |
| 2019-2020             | Sénégal               | CAN 2019              | 5              | 0              | 0              | -             | -             | -             | 1              | 0              | 0              | 6     | 0     | 0     |
| 2020-2021             | Sénégal               | -                     | -              | -              | -              | -             | -             | -             | 1              | 0              | 0              | 1     | 0     | 0     |
| 2021-2022             | Sénégal               | -                     | -              | -              | -              | 1             | 0             | 0             | -              | -              | -              | 1     | 0     | 0     |
| 2022-2023             | Sénégal               | -                     | -              | -              | -              | 2             | 0             | 0             | 1              | 0              | 0              | 3     | 0     | 0     |
| Total sur la carrière | Total sur la carrière | Total sur la carrière | 5              | 0              | 0              | 7             | 0             | 0             | 4              | 0              | 0              | 16    | 0     | 0     |

### Liste des matchs internationaux
| Matchs internationaux de Alfred Gomis | Matchs internationaux de Alfred Gomis | Matchs internationaux de Alfred Gomis           | Matchs internationaux de Alfred Gomis | Matchs internationaux de Alfred Gomis | Matchs internationaux de Alfred Gomis   | Matchs internationaux de Alfred Gomis |
|                                       | Date                                  | Lieu                                            | Adversaire                            | Résultats                             | Compétitions                            | Notes                                 |
| ------------------------------------- | ------------------------------------- | ----------------------------------------------- | ------------------------------------- | ------------------------------------- | --------------------------------------- | ------------------------------------- |
| 1.                                    | 14 novembre 2017                      | Stade Léopold-Sédar-Senghor, Dakar, Sénégal     | Afrique du Sud                        | 2 - 1                                 | Éliminatoires de la Coupe du monde 2018 | Titulaire.                            |
| 2.                                    | 9 septembre 2018                      | Kianja Barea, Antananarivo, Madagascar          | Madagascar                            | 2 - 2                                 | Éliminatoires de la CAN 2019            | Titulaire.                            |
| 3.                                    | 13 octobre 2018                       | Stade Léopold-Sédar-Senghor, Dakar, Sénégal     | Soudan                                | 3 - 0                                 | Éliminatoires de la CAN 2019            | Titulaire.                            |
| 4.                                    | 16 octobre 2018                       | Stade de Khartoum, Khartoum, Soudan             | Soudan                                | 0 - 1                                 | Éliminatoires de la CAN 2019            | Titulaire.                            |
| 5.                                    | 26 mars 2019                          | Stade Léopold-Sédar-Senghor, Dakar, Sénégal     | Mali                                  | 2 - 1                                 | Match amical                            | Titulaire.                            |
| 6.                                    | 1er juillet 2019                      | Stade du 30 Juin, Le Caire, Égypte              | Kenya                                 | 0 - 3                                 | CAN 2019                                | Titulaire.                            |
| 7.                                    | 5 juillet 2019                        | Stade international du Caire, Le Caire, Égypte  | Ouganda                               | 0 - 1                                 | CAN 2019                                | Titulaire.                            |
| 8.                                    | 10 juillet 2019                       | Stade du 30 Juin, Le Caire, Égypte              | Bénin                                 | 1 - 0                                 | CAN 2019                                | Titulaire.                            |
| 9.                                    | 14 juillet 2019                       | Stade du 30 Juin, Le Caire, Égypte              | Tunisie                               | 1 - 0                                 | CAN 2019                                | Titulaire.                            |
| 10.                                   | 19 juillet 2019                       | Stade international du Caire, Le Caire, Égypte  | Algérie                               | 0 - 1                                 | CAN 2019                                | Titulaire.                            |
| 11.                                   | 10 octobre 2019                       | Stade national de Singapour, Kallang, Singapour | Brésil                                | 1 - 1                                 | Match amical                            | Titulaire.                            |
| 12.                                   | 5 juin 2021                           | Stade Lat-Dior, Thiès, Sénégal                  | Zambie                                | 3 - 1                                 | Match amical                            | Titulaire.                            |
| 13.                                   | 14 novembre 2021                      | Stade Lat-Dior, Thiès, Sénégal                  | Congo                                 | 2 - 0                                 | Éliminatoires de la Coupe du monde 2022 | Titulaire.                            |
| 14.                                   | 24 septembre 2022                     | Stade de la Source, Orléans, France             | Bolivie                               | 0 - 2                                 | Match amical                            | Titulaire.                            |
| 15.                                   | 24 mars 2023                          | Stade Abdoulaye-Wade, Diamniadio, Sénégal       | Mozambique                            | 5 - 1                                 | Éliminatoires de la CAN 2023            | Titulaire.                            |
| 16.                                   | 28 mars 2023                          | Stade national de Maputo, Maputo, Mozambique    | Mozambique                            | 0 - 1                                 | Éliminatoires de la CAN 2023            | Titulaire.                            |

## Palmarès

### En sélection
Avec l'équipe du Sénégal, Alfred Gomis remporte la Coupe d'Afrique des nations en 2021 et est finaliste en 2019.